# LXIII edició dels Premis Ariel
La LXIII edició dels Premis Ariel, organitzada per l'Academia Mexicana de Artes y Ciencias Cinematográficas (AMACC), es va celebrar el 25 de setembre de 2021 en una cerimònia al Canal 22 amb la conducció a càrrec de Linda Cruz i els actors Benny Emmanuel i Ximena Romo sumada la participació d'alguns expresidents de l'AMACC: Blanca Guerra, Dolores Heredia, Ernesto Contreras, Carlos Carrera, Jorge Sánchez Sosa i Juan Antonio de la Riva i la presidenta actual, Mónica Lozano. Un especial a part es va transmetre de seguida on els conductors Laura Barrera, Julio López i Rafael García Villegas van enraonar amb alguns dels guardonats.
Les nominacions van ser anunciades el 18 d'agost de 2021 pels actors Ana Valeria Becerril i Benny Emmanuel. Els recipients d'enguany per l'Ariel d'Or van ser l'actriu Ofelia Medina i el sonista i productor Fernando Cámara per les seves trajectòries al cinema mexicà. En aquesta edició van ser inscrites 129 pel·lícules: 58 llargmetratges, 60 curtmetratges, i 11 produccions iberoamericanes, provinents de l'Argentina, Brasil, Colòmbia, Xile, Equador, Espanya, Guatemala, Paraguai, Portugal, República Dominicana i Veneçuela.

## Guanyadors i nominats
Sin señas particulares ha encapçalat les nominacions amb 16, i es va emportar 9 premis inclòs el de Millor Pel·lícula. Un documental torna a estar nominat a Millor Pel·lícula després del 2018 amb Las tres muertes de Marisela Escobedo; així com la primera vegada que està i guanya Millor Pel·lícula Iberoamericana amb les nominacions de Babenco - Alguém Tem que Ouvir o Coração e Dizer: Parou. i El agente topo, que va guanyar. Everardo González va trencar el seu propi rècord de la persona més nominada a Millor Llargmetratge Documental amb una setena nominació, estant tots els seus treballs en aquesta categoria. Lázaro Gabino Rodríguez va obtenir doble nominació en actuació per Millor Actor i Millor Coactuació Masculina per Fauna i Selva trágica, respectivament, fita que no succeïa des de 2008 amb Alan Chávez. Per quarta vegada en els últims 5 anys, dues dones, Yulene Olaizola i Fernanda Valadez, van competir a Millor Direcció; aquesta última convertint-se en la segona directora en la història de l'Ariel a emportar-se aquest premi.

### Premis
La següent llista inclou als nominats i els guanyadors estan llistats primer i destacats en negreta. ⭐.
| Millor pel·lícula - ⭐ Sin señas particulares – Corpulenta Producciones, FOPROCINE, Avanti Pictures, EnAguas Cines y Nephilim Producciones. Dir. Fernanda Valadez - El baile de los 41 – Mexico City Poject y El Estudio. Dir. David Pablos - Las tres muertes de Marisela Escobedo – VICE Studios i Scorpio. Dir. Carlos Pérez Osorio - Los lobos – Animal de luz films, Fideicomiso Comision de filmaciones del Estado de Jalisco y Fondo de inversion y estímulos al cine (FIDECINE) - IMCINE. Dir. Samuel Kishi Leopo - Selva trágica – Malacosa Cine, Varios Lobos, Manny Films i Contravia Films. Dir. Yulene Olaizola | Millor direcció - ⭐ Fernanda Valadez – Sin señas particulares - Carlos Pérez Osorio – Las tres muertes de Marisela Escobedo - David Pablos – El baile de los 41 - Samuel Kishi Leopo – Los lobos - Yulene Olaizola – Selva trágica |
| Millor actor - ⭐ Alfonso Herrera – El baile de los 41 - Armando Espitia – Te llevo conmigo - Demián Bichir – Danyka - Fernando Cuautle – Nuevo orden - Juan Pablo Medina – El club de los idealistas - Lázaro Gabino Rodríguez – Fauna | Millor actriu - ⭐ Mercedes Hernández – Sin señas particulares - Mabel Cadena – El baile de los 41 - Martha Reyes Arias – Los lobos - Mónica del Carmen – Nuevo orden - Naian González Norvind ;– Leona |
| Millor coactuació masculina - ⭐ ' David Illescas – Sin señas particulares - Christian Vázquez – Te llevo conmigo - Eligio Meléndez – Nuevo orden - Emiliano Zurita – El baile de los 41 - Lázaro Gabino Rodríguez – Selva trágica | Millor coactuació femenina - ⭐ Cici Lau – Los lobos - Carolina Politi – Leona - Margarita Sanz – Leona - Michelle Rodríguez – Te llevo conmigo - Nailea Norvind – El club de los idealistas |
| Millor revelació actoral - ⭐ Indira Andrewin – Selva trágica - Ana Laura Rodríguez – Sin señas particulares - Juan Jesús Varela – Sin señas particulares - Leonardo Nahim Nájar Márquez – Los lobos - Maximiliano Nájar Márquez – Los lobos | Millor pel·lícula d’animació - ⭐ Un disfraz para Nicolás – Eduardo Rivero - Escuela de miedo ;– Leopoldo Aguilar - La liga de los 5 – Marvick Eduardo Núñez |
| Millor argument original - ⭐ Fernanda Valadez, Astrid Rondero – Sin señas particulares - Carlos Pérez Osorio ;–Las tres muertes de Marisela Escobedo - Isaac Cherem, Naian González Norvind – Leona - Samuel Kishi Leopo, Sofía Gómez Córdoba, José Luis Briones Macías – Los lobos - Yulene Olaizola, Rubén Imaz Castro – Selva trágica | Millor guió adaptat - ⭐ Antón Goenechea – Perdida - Fabián Ibarra Alemañy – El gallinero - Miguel Ángel Uriegas Flores – Un disfraz para Nicolás |
| Millor fotografia - ⭐ Claudia Becerril Bulos ;– Sin señas particulares - Carolina Costa AMC – El baile de los 41 - Everardo González ;– Yermo - Jorge Octavio Arauz Gómez – Los lobos - Sofía Oggioni – Selva trágica | Millor edició - ⭐ Fernanda Valadez, Astrid Rondero, Susan Korda ;– Sin señas particulares - Andrea Rabasa Jofre, Bruno Santamaría Razo – Cosas que no hacemos - Óscar Figueroa Jara, Michel Franco – Nuevo orden - Ricardo Poery – Las tres muertes de Marisela Escobedo - Valentina Leduc, Luciana Kaplan – La vocera - Yordi Capó, Carlos Espinosa Benítez, Samuel Kishi Leopo – Los lobos |
| Millor disseny artístic - ⭐Daniela Schneider – El baile de los 41 - Claudio Ramírez Castelli – Nuevo orden - Dalia Reyes – Sin señas particulares - Hania Robledo – Los lobos - Sandra Cabriada – Te llevo conmigo | Millor banda sonora - ⭐ Kenji Kishi Leopo – Los lobos - Alejandro Otaola – Selva trágica - Carlo Ayhllón, Andrea Balency-Béarn – El baile de los 41 - Clarice Jensen – Sin señas particulares - Jacobo Lieberman – Leona |
| Millor so - ⭐ José Miguel Enríquez Rivaud (disseny sonor), Federico González Jordan (so directe), Jaime Baksht, Michelle Couttolenc (mescla de so) – Selva trágica - Alejandro de Icaza, Enrique Fernández Tanco (disseny sonor, mescla de so), Víctor Benítez Pardo (so directe) – Las tres muertes de Marisela Escobedo - Mario Martínez Cobos (diseño sonoro), Carlos García (sonido directo), Miguel Hernández Montero (mescla de so) – Los lobos - Omar Juárez (disseny sonor, mescla de so), Milton Aceves (disseny sonor), Alejandro Mayorquín (mescla de so), Misael Hernández ‘Topillo’ (so directe) – Sin señas particulares - Raúl Locatelli (so directe), Alejandro de Icaza (disseny sonor), Jaime Baksht, Michelle Couttolenc (mescla de so) – Nuevo orden | Millor vestuari - ⭐ Kika Lopes – El baile de los 41 - Gabriela Fernández – Nuevo orden - Nohemi González – Los lobos - Samuel Conde – Selva trágica - Ximena Guzmán ;– Leona |
| Millor maquillatge - ⭐ Alfredo «Tigre» Mora, Alejandra Velarde – El baile de los 41 - Adam Zoller – Nuevo orden - Gerardo Muñoz – Selva trágica - Neftalí Zamora, Tania Larizza Guzmán – Sin señas particulares - Vladimir Amok – Rencor tatuado | Millors efectes visuals - ⭐ Darío Basile, Curro Muñoz, Lara Gómez del Pulgar, Mario Lucero Recio, Carlos Claramunt Terol, Jaime Rafael Fuerte, Pablo Lamosa Barros, Ricardo G. Elipe, Antonio Ramos Ramos – Sin señas particulares - Alma Cebrián, John Castro – El baile de los 41 - Ernesto Peñaloza, Marco Rodríguez, Félix Bueno, Ma. Rosa Fusté – Cuidado con lo que deseas - Hughes Namur, Edgardo Mejía – Nuevo orden - Javier Velázquez Dorantes, Gustavo Bellón Rebolledo, Benoit Mannequin – Selva trágica |
| Millors efectes especials - ⭐ Ricardo Arvizu – Nuevo orden - José Ángel Cordero, Mahonrri Laurencio Cordero Ortiz, José Martínez «Josh» – Sin señas particulares - José Martínez, Brenda Almontes Peña, Pabo Vinos – Selva trágica - Ricardo Arvizu – El baile de los 41 - Yoshiro Hernández – Yo, Fausto | Millor opera prima - ⭐ Sin señas particulares – Fernanda Valadez - Las tres muertes de Marisela Escobedo – Carlos Pérez Osorio - Leona – Isaac Cherem - Ok, está bien… – Gabriela Ivette Sandoval - Volverte a ver – Carolina Corral Paredes |
| Millor pel·lícula iberoamericana - ⭐ El agente topo – Maite Alberdi () - Babenco - Alguém Tem que Ouvir o Coração e Dizer: Parou – Bárbara Paz () - El olvido que seremos – Fernando Trueba () - La Llorona – Jayro Bustamante () - Las niñas – Pilar Palomero () | Millor llargmetratge documental - ⭐ Las tres muertes de Marisela Escobedo – Carlos Pérez Osorio - Cosas que no hacemos – Bruno Santamaría Razo - La vocera – Luciana Kaplan - Volverte a ver – Carolina Corral Paredes - Yermo – Everardo González |
| Millor curtmetratge de ficció - ⭐ Asoleadas – Nadia Ayala Tabachnik - ⭐ Bisho – Pablo Giles - Arreglo napolitano – Rodrigo Ruiz Patterson - El día comenzó ayer – Julián Hernández - Wheels – Roberto Fiesco | Millor curtmetratge d'animació - ⭐ La casa de la memoria – Sofía Rosales Arreola - A la cabeza – Andrea Santiago - El desfile de los ausentes – Marcos Almada Rivero - Un juguete de madera soñó con barcos de papel – Mauricio Hernández Serrano - Un peluche espacial – Jesús Sebastián Jaime Oviedo |
| Millor curtmetratge documental - ⭐ Están en algún sitio – Pablo Tamez Sierra - Boca de culebra – Adriana Otero Puerto - La felicidad en la que vivo – Carlos Morales - No seré la vida de mi recuerdo – Isabela Ripoll - Tu’un Savi – Uriel López España | Ariel d'or - Ofelia Medina ⭐ - Fernando Cámara ⭐ |